# Grimmia schleicheri
Grimmia schleicheri là một loài Rêu trong họ Grimmiaceae. Loài này được Spreng. mô tả khoa học đầu tiên năm 1804.